# Подозреваемый (фильм, 1944)
«Подозреваемый» (англ. The Suspect) — фильм нуар режиссёра Роберта Сиодмака, вышедший на экраны в 1944 году. В основу фильма положен роман Джеймса Роналда «Выход здесь».
Действие фильма происходит в Лондоне в 1902 году, и, наряду с такими картинами, как «Газовый свет» (1944), «Винтовая лестница» (1945) и «Дом у реки» (1950), его можно отнести к фильмам субжанра «исторический нуар», действие которых происходит на рубеже XIX-XX веков.

## Сюжет
В 1902 году добропорядочный и милый управляющий табачным магазином Филип Маршалл (Чарльз Лоутон) живёт в тихом лондонском квартале вместе с взрослым сыном Джоном и сварливой женой Корой (Розалинд Айван). Не в силах более выносить свою мать, Джон уходит из дома и уезжает работать в Канаду. В магазин к Филиппу в поисках работы приходит молодая и красивая стенографистка Мери Грэй (Элла Рейнс), однако у Филипа нет возможности устроить её в свой магазин. Вечером, встретив Мери на улице в слезах, Филип решает ей помочь. Он приглашает её на цирковое представление и на ужин, во время которого обещает устроить её на работу к своему знакомому в магазин модной одежды. Филип и Мери начинают регулярно встречаться, и испытывают всё большую взаимную тягу друг к другу, при этом их отношения носят чисто платонический характер.
Однажды вечером, вернувшись домой, Филип обнаруживает, что жена заперла дверь в его комнату. Филип проходит в спальню к Коре и говорит, что они давно не любят друг друга, и что совместная жизнь не доставляет радости ни одному из них, и предлагает развестись. Кора отвечает категорическим отказом, заявляя, что разрушит его доброе имя, если он от неё уйдёт. При очередной встрече, Филип сознаётся Мери в том, что он женат, и потому вынужден прекратить встречи с ней, чтобы не скомпрометировать ни её, ни себя. На Рождество, когда Филип мирно наряжает ель в надежде наладить отношения с женой, Кора заявляет, что ей всё известно о Мери. И хотя Филип говорит, что он более с ней не встречается, Кора заявляет, что намерена разрушить жизнь молодой девушки — опозорить её в глазах окружающих, добиться её увольнения с работы и выселения из женского пансиона. Не видя иного выхода, Филип берёт в руки трость и решительно смотрит на лестницу, по которой Кора поднялась в свою спальню…
Проходят похороны Коры. Никто не может себе и представить, что такой добрый и порядочный человек, как Филип может быть убийцей. Соседи и знакомые выражают ему своё сочувствие. Хотя коронер приходит к заключению, что Кора погибла в результате несчастного случая, инспектор Хаксли (Стэнли Риджес) из Скотленд-Ярда начинает самостоятельное расследование. Он приходит домой к Филиппу и рассказывает, как, по его мнению, могло быть совершено убийство. Он показывает, что, возможно, Кора не просто случайно упала, спускаясь вниз по лестнице, а её умышленно убили. Кто-то спрятался за шкафом, выманил Кору из комнаты, и когда она ступила на лестницу, ударил её сзади тростью по голове. Однако у Хаксли нет ни доказательств, ни мотива, и в результате он не может выдвинуть обвинения.
Тем не менее, Хаксли организует слежку за Филипом, и через некоторое время замечает его в компании Мери, которая после долгого перерыва снова встретилась с ним. Хаксли считает, что мотив для убийства кроется в отношениях Филипа с этой женщиной. Однако расследование Хаксли снова заходит в тупик, когда выясняется, что Филип и Мери только что поженились, и, по английскому закону, Мери может отказаться свидетельствовать в суде против мужа.
Хаксли выходит на соседа Филиппа по имени Гилберт Симмонс (Генри Дэниелл), надеясь, что тот сможет дать свидетельские показания по делу об убийстве Коры. Хотя Симмонсу сказать ничего, он решает использовать ситуацию в своих интересах. Он приходит к Филиппу и решает шантажировать его, заявляя, что если Филип не будет ему платить, то Симмонс расскажет, что слышал, как в ночь убийства Кора кричала и звала на помощь. Понимая, что негодяй и бездельник Симмонс доведёт его шантажом до банкротства, Филип решает отравить его, добавив в виски смертельную дозу болеутоляющего средства. Симмонс мгновенно умирает, и в этот момент с пикника возвращается Мери, Джон с невестой и её родителями. В самый последний момент Филип успевает спрятать труп Симмонса за диваном в гостиной. Филип вынужден принимать гостей, и лишь ночью тайно избавляется от тела. Симмонса считают пропавшим.
Не в состоянии более жить в доме, где совершил два убийства, Филип уговаривает Мери переехать к Джону в Канаду. Перед отъездом Филип навещает милую, несчастную жену Симмонса, которой искренне сочувствует. Уже находясь на борту корабля, отплывающего в Северную Америку, Филип встречает инспектора Хаксли. Тот показывает газетную статью, в которой сообщается о том, что в канале обнаружено тело Симмонса. Хаксли говорит, что полиция не сомневается в том, что его отравила жена, которую он регулярно избивал. Это была ловушка, умело расставленная Хаксли. На самом деле, Хаксли уверен в том, что убийство совершил Филип. Он также уверен в том, что по натуре Филип не убийца, а порядочный человек, и потому не позволит себе, чтобы была казнена невинная женщина. В последних кадрах Хаксли с помощником видит, как Филип спускается по трапу корабля и возвращается в город…

## В ролях
- Чарльз Лоутон — Филип Маршалл
- Элла Рейнс — Мери Грей
- Дин Хэренс — Джон
- Стэнли Риджес — инспектор Хаксли
- Генри Дэниелл — Гилберт Симмонс
- Розалинд Айван — Кора
- Молли Ламонт — миссис Симмонс

## Создатели фильма и исполнители главных ролей
Режиссёр Роберт Сиодмак заслуженно считается одним из корифеев фильма нуар, к числу его лучших работ в этом жанре относятся картины «Убийцы» (1946), «Тёмное зеркало» (1946), «Плач большого города» (1948) и «Крест-накрест» (1949).
Чарльз Лоутон известен своими ролями в фильмах «Горбун из Нотр-Дама» (1939) и «Спартак» (1960), в фильмах нуар «Большие часы» (1948) и «Свидетель обвинения» (1957), а как режиссёр — постановкой великолепного поэтичного нуара «Ночь охотника» (1955). Элла Рейнс сыграла заметные роли ещё в двух нуарах Сиодмака — «Леди-призрак» (1944) и «Странное дело дяди Гарри» (1945), а также в таких нуарах, как «Паутина» (1947) и «Удар» (1949).

## Оценка критики
Сразу после выхода фильма кинокритик Босли Краузер написал в «Нью-Йорк Таймс»: «„Подозреваемый“ предлагает ещё один этюд на тему о симпатичном мужчине средних лет, который совершает убийство из отчаяния, а затем пытается скрыть своё участие с нём… „Подозреваемый“ никак не назовёшь скучной картиной, но ему как будто немного не хватает того волнения, которое присуще хорошей мелодраме. Иными словами, он слишком изыскан и благороден. Генри Дэниел в роли шантажиста и Розалинд Айвэн в роли несносной жены великолепны, а Элла Рейнс очень привлекательна в роли второй жены. Надо однако отметить, что её выбор мужа с габаритами мистера Лоутона является немного странным».
Журнал Variety высоко оценил фильм, написав: «В мастерских руках Чарльза Лоутона его персонаж становится очаровательным… В нём меньше беснования и совершенно нет злодейства, в отличие от предшествовавших ролей Лоутона. Он выдаёт безупречную игру доброжелательного, законопослушного гражданина. Не отстаёт от его искусной игры и Элла Рейнс в роли молодой стенографистки, на которой он женится после смерти жены».
В 2011 году кинокритик Деннис Шварц написал: «Роберт Сиодмак („Винтовая лестница“, „Убийцы“, „Дело Тельмы Джордон“) грамотно поставил этот театральный, студийный второстепенный фильм нуар, который ближе к психологической драме, чем к детективу. Он построен на саспенсе, но так и не становится в достаточной степени увлекательным и интересным. Но он хорошо сыгран, хотя его печальная история не столь уж убедительна или захватывающа».